# L'Envahisseur
Pour plus de détails, voir Fiche technique et Distribution.
L'Envahisseur est un film dramatique belge réalisé par Nicolas Provost, sorti en 2011.

## Synopsis
Arrivés par la mer après le naufrage de leur canot, des immigrés africains débarquent sur une plage naturiste du sud de l'Europe. Amadou sauve son ami de la noyade et les deux sans papiers se retrouvent en Belgique, travaillant dans des conditions sordides pour des employeurs sans scrupules. Lorsque son ami tombe malade et décède, l'horreur de la condition de vie des immigrés apparaît aux yeux d'Amadou qui sent la révolte gronder dans son cœur ...La dure réalité de n'être personne dans un pays étranger se fera encore plus dure lorsqu'il perdra ses dernières illusions face au rejet de la femme dont il est tombé éperdument amoureux...

## Fiche technique
- Titre original : L'Envahisseur
- Titre international : The Invader
- Réalisation : Nicolas Provost
- Scénario : Nicolas Provost, Giordano Gederlini, François Pirot
- Musique originale : Evgueni Galperine, Sacha Galperine
- Photographie : Frank van den Eeden
- Genre : drame
- Durée : 95 minutes
- Dates de sortie :
  -  Italie 4 septembre 2011, Mostra de Venise
  -  Canada 13 septembre 2011, Festival international du film de Toronto
  -  Belgique 18 octobre 2011, Festival international du film de Flandre-Gand
  -  Belgique 23 novembre 2011
  -  France 25 janvier 2012, Festival Premiers Plans d'Angers

## Distribution
- Isaka Sawadogo : Amadou / Obama
- Stefania Rocca : Agnès de Yael
- Serge Riaboukine : Jean-Pierre, le passeur
- Dieudonné Kabongo : Omar
- John Flanders : Dr Charles de Yael
- Tibo Vandenborre : Kris
- Ken Kelountang Ndiaye : Sioka (comme Ken N'Diaye)
- Bernard Van Vooren : le clochard
- Jean-Louis Froment : l'homme qui achète le bois
- Laurence César : la caissière de l'épicerie
- Katsuko Nakamura : l'amie d'Omar
- Toni d'Antonio : le chauffeur de taxi
- James Kazama : Liong Bing
- Carole Weyers : Kate
- Hannelore Knuts : la naturiste

### Lieux de tournage
Le film est tourné à Bruxelles, notamment dans le quartier de la gare du Nord, dans l'église du Gesù et sur les boulevards centraux. L'entrepôt utilisé par les marchands de sommeil est situé à Molenbeek-Saint-Jean.
Le plan séquence de la plage de naturisme est tourné sur l'île de Lanzarote, aux îles Canaries.

## Distinctions
- 2013 : Magritte du premier film pour L'Envahisseur
- 2011 : Festival international du film de Flandre-Gand :
  - Prix Georges Delerue pour la meilleure bande son originale
  - Prix du Meilleur acteur pour Issaka Sawadogo (mention spéciale)
  - Prix Jo Röpke pour le Meilleur jeune réalisateur flamand
- Ensors : cinq prix dont le prix de l'industrie
- Festival international du film de Seattle : Prix du meilleur premier long métrage
- Festival Cinéma tous écrans (en) de Genève : Reflet d'or du Meilleur réalisateur

## Autour du film
- L'Envahisseur est le premier long métrage de Nicolas Provost, connu pour ses nombreux courts-métrages
- Le film est le dernier où apparaît Dieudonné Kabongo, mort sur scène le 11 octobre 2011
- Le mannequin belge Hannelore Knuts apparaît complètement nue à la première image du film, reprenant la pose du tableau L'Origine du monde de Gustave Courbet